# Pasiropsis
Pasiropsis is een geslacht van wantsen uit de familie van de Reduviidae (Roofwantsen). Het geslacht werd voor het eerst wetenschappelijk beschreven door Odo Reuter in 1881.

## Soorten
Het genus bevat de volgende soorten:

- Pasiropsis bicolor Hsiao, 1976
- Pasiropsis bipustulata Reuter, 1881
- Pasiropsis borneensis Miller, 1940
- Pasiropsis cameronica Miller, 1940
- Pasiropsis geniculata Miller, 1953
- Pasiropsis javana Miller, 1948
- Pasiropsis maculata Distant, 1903
- Pasiropsis major Distant, 1919
- Pasiropsis marginata Distant, 1903
- Pasiropsis montana Miller, 1940
- Pasiropsis morio Breddin, 1903
- Pasiropsis nabidoides Breddin, 1905
- Pasiropsis nigerrima Bergroth, 1896
- Pasiropsis notata Distant, 1903
- Pasiropsis vidua Miller, 1954